# Acide 4-(2,4-dichlorophénoxy)butyrique
Le 2,4-DB, ou acide 4-(2,4-dichlorophénoxy)butyrique, est un composé organique du groupe des dérivés halogénés de l'acide phénoxycarboxylique et une substance active à propriétés herbicides.
C'est un herbicide auxinique systémique utilisé pour lutter contre de nombreuses mauvaises herbes à feuilles larges (dicotylédones) annuelles ou vivaces, dans les cultures de luzerne, d'arachide, de soja, et dans d'autres cultures.
Son métabolite actif, le 2,4-D, inhibe la croissance à l'extrémité des tiges et des racines.
Aux États-Unis, il est classé dans la classe de toxicité III par l'Agence américaine de protection de l'environnement (EPA).
Il montre chez les chiens et les chats des signes de toxicité, tels que des changements du poids corporel et une réduction du nombre de descendants, lorsque ces animaux ingèrent des doses de 25-80 milligrammes par kilogramme de poids corporel pendant des périodes prolongées.
Des tests de cancérogénicité pour ce type de doses ont donné des résultats différents. Il est modérément toxique pour les poissons.